# Roger Penrose
 (octobre 2020).
Si vous disposez d'ouvrages ou d'articles de référence ou si vous connaissez des sites web de qualité traitant du thème abordé ici, merci de compléter l'article en donnant les références utiles à sa vérifiabilité et en les liant à la section « Notes et références ».
Pour les articles homonymes, voir Penrose.
Roger Penrose, né le 8 août 1931 à Colchester, est un mathématicien, cosmologiste et philosophe des sciences britannique.
Il enseigne les mathématiques au Birkbeck College de Londres où il élabore la théorie décrivant l'effondrement des étoiles sur elles-mêmes, entre 1964 et 1973, et où il rencontre le célèbre physicien Stephen Hawking. Ils travaillent alors à une théorie de l'origine de l'univers, Penrose apportant sa contribution mathématique à la théorie de la relativité générale appliquée à la cosmologie et à l'étude des trous noirs. Il est actuellement professeur émérite à l'université d'Oxford.
En 1974, il publie un article où il présente ses premiers pavages non périodiques : les pavages de Penrose. On lui doit quelques objets impossibles, tels le triangle de Penrose.
Conjointement avec Andrea M. Ghez et Reinhard Genzel, il est lauréat du prix Nobel de physique 2020.

## Biographie

### Famille de Roger Penrose
Né à Colchester, Essex, Roger Penrose est le fils de Margaret (Leathes) et du psychiatre et généticien Lionel Penrose. Ses grands-parents paternels étaient James Doyle Penrose, un artiste d'origine irlandaise, et Elizabeth Josephine Peckover ; son grand-père maternel était le physiologiste John Beresford Leathes.

### Carrière
Diplômé avec mention en mathématiques de l'University College de Londres, Penrose redécouvre en 1955 – alors qu'il était étudiant – une généralisation du concept de matrice inverse, connue sous le terme d'inverse de Moore-Penrose, ou de matrice pseudo-inverse.
Penrose obtient son Ph.D. à St John's College (université de Cambridge) en 1958, avec une thèse sur les « méthodes tensorielles en géométrie algébrique » sous la direction d'un algébriste et géomètre renommé : John A. Todd. En 1965, à Cambridge, Penrose prouve par un théorème sur les singularités que des singularités gravitationnelles (comme celles au centre des trous noirs) peuvent être formées à partir de l'effondrement gravitationnel d'étoiles massives en fin de vie.
En 1967, Penrose invente la théorie des twisteurs qui projette des objets de l'espace de Minkowski dans un espace complexe possédant une métrique de signature (2,2). En 1969, il conjecture l'hypothèse de la censure cosmique. Celle-ci affirme que l'univers nous protège des violations de causalité inhérentes aux singularités gravitationnelles, en les masquant systématiquement derrière un horizon des évènements. Cette hypothèse constitue le principe faible de censure cosmique. Penrose formulera en 1979 une version plus forte appelée principe fort de censure cosmique. Ces hypothèses (sans oublier la conjecture BKL, et les problèmes de stabilité non linéaires) constituent un des problèmes actuels les plus importants de la relativité générale.

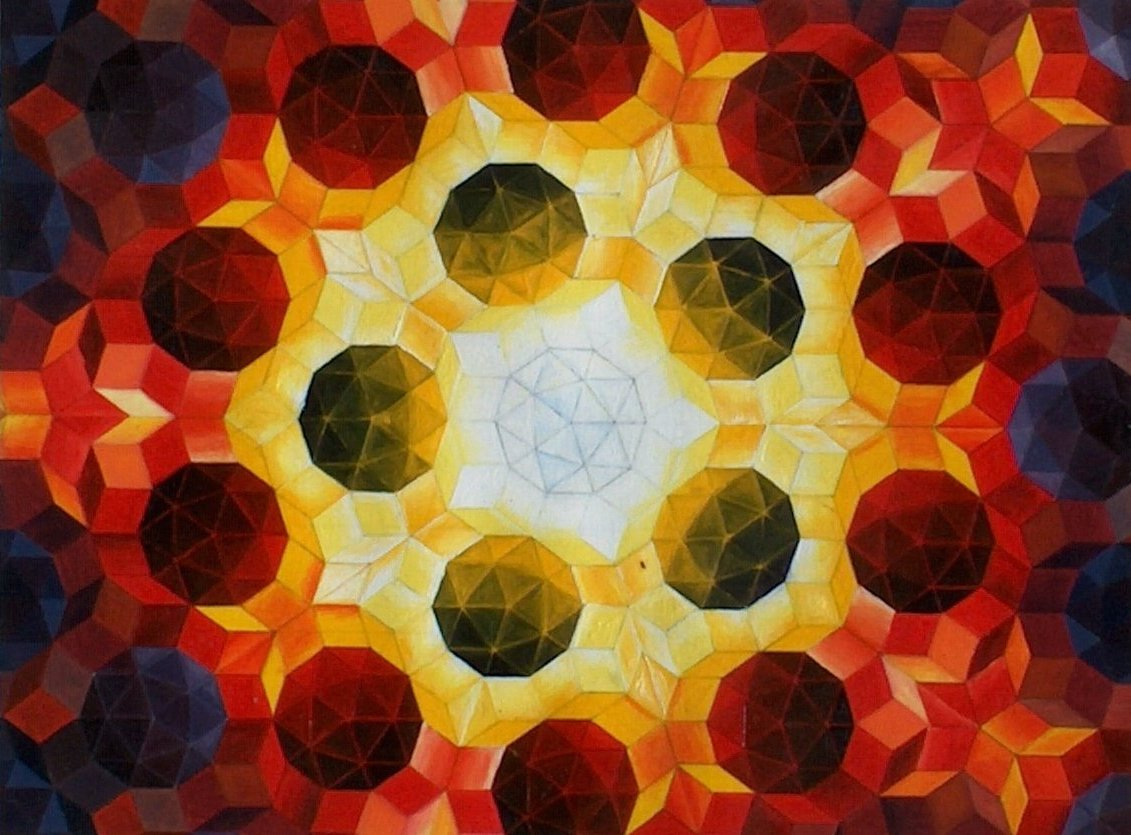
Peinture illustrant le pavage pentagonal de Penrose.

Penrose est connu pour sa découverte en 1974 des pavages de Penrose, qui sont constitués de deux formes ayant la propriété de pouvoir couvrir intégralement un plan mais seulement de manière non périodique. En 1982, des arrangements similaires ont été observés dans la disposition des atomes des quasicristaux.
En 1971, Penrose découvrit les réseaux de spin qui devaient plus tard former la géométrie de l'espace-temps dans la théorie de la gravitation quantique à boucles. Il popularisa également l'usage de diagrammes représentant les relations causales dans l'espace-temps : les diagrammes de Penrose-Carter, également associé à son étudiant d'alors, Brandon Carter. Il a également mis en évidence la possibilité d'extraire de l'énergie d'un trou noir en rotation (dit trou noir de Kerr ou trou noir de Kerr-Newman), nommé en son honneur processus de Penrose. Avec Ezra Ted Newman, il mit au point un formalisme élégant pour étudier les espaces-temps à quatre dimensions dans le cadre de la relativité générale, en faisant appel à des objets appelés spineurs. Le formalisme est nommé formalisme de Newman-Penrose (en) en l'honneur de ses deux découvreurs.

## Distinction et honneurs
Roger Penrose a reçu de nombreux honneurs récompensant ses contributions aux mathématiques et à la physique.
- 1966 : prix Adams[3]
- 1971 : prix Dannie Heineman pour la physique mathématique[4]
- 1972 : fellow de la Royal Society[5]
- 1975 : avec Stephen Hawking, médaille Eddington de la Royal Astronomical Society[6]
- 1985 : Médaille Royale de la Royal Society
- 1988 : avec Stephen Hawking, prix Wolf en physique
- 1989 : prix Dirac de l'Institut de physique du Royaume-Uni
- 1990 : médaille Albert-Einstein de la Société Albert-Einstein de Berne
- 1991 : prix Naylor de la London Mathematical Society
- 1994 : anobli par la reine Élisabeth II pour services rendus à la science[7]
- 1998 : élu Foreign Associate de l'Académie nationale des sciences
- 2000 : nommé à l'ordre du Mérite[8]
- 2004 : médaille De Morgan de la London Mathematical Society pour « ses contributions étendues et originales à la physique mathématique »
- 2004 : médaille Amaldi de la Société italienne pour la relativité générale et la gravitation
- 2005 : docteur honoris causa de l'université de Varsovie et de l'université catholique de Louvain (Belgique)
- 2006 : docteur honoris causa de l'université d'York (Angleterre)
- 2020 : prix Nobel de physique, aux côtés de l’Allemand Reinhard Genzel et l’Américaine Andrea Ghez[9]

## Prises de position et idées
Penrose a toujours fait preuve, dans ses différents travaux et ouvrages, d'une grande originalité d'esprit et a pris position sur de nombreux problèmes physiques et épistémologiques importants dont, par exemple, les problèmes cosmologiques fondamentaux avec sa théorie de la Cosmologie cyclique conforme.

### Platonisme et ontologie mathématique des lois de la physique
Penrose défend, dans ses principaux ouvrages, une vision platonicienne des mathématiques et rejoint, sur le fond, les positions similaires de Roland Omnès ou Alain Connes.
Il exprime sans ambiguïté son point de vue, par exemple dans L'Esprit, l'ordinateur et les lois de la physique :

« j'imagine que chaque fois que l'esprit perçoit une idée mathématique, il prend contact avec le monde platonicien des idées […] Quand nous « voyons » une idée mathématique, notre conscience pénètre dans ce monde des idées et prend directement contact avec lui. »

Dans le même ordre d'idées, Penrose exprime sa croyance en la puissance heuristique des mathématiques pour nous guider sur le chemin des théories physiques décrivant adéquatement le monde. Notamment, il met en avant la cohérence, la beauté des structures et la fécondité mathématique des nombres complexes, pour en faire un fondement ontologique des théories physiques, et notamment de la théorie des twisteurs dont il est à l'origine.

### Conscience et physique
En conséquence de son platonisme, Penrose s'interroge sur les connexions entre la conscience humaine et les lois de la physique, dans deux ouvrages principaux : L'Esprit, l'ordinateur et les lois de la physique et Les ombres de l'esprit.
Il tente tout d'abord de démontrer que les ordinateurs, considérés comme des machines de Turing ou des systèmes formels, sont fondamentalement dans l'incapacité de modéliser l'intelligence et la conscience. En effet, les ordinateurs sont des systèmes déterministes, possédant toutes les limitations des systèmes formels, par exemple l'insolvabilité du problème de l'arrêt ou le théorème d'incomplétude de Gödel. Selon lui, l'esprit d'un authentique mathématicien est capable de surmonter ces limitations, car il a la capacité de s'extraire au besoin du système formel dans lequel il raisonne, quel que soit celui-ci. Il élabore ainsi de façon plus complète les critiques de John Lucas adressées au computationnalisme.
La compréhension même de la démonstration du théorème d'incomplétude de Gödel, faisant appel à l'argument de la diagonale de Cantor, est selon lui une illustration de cette capacité. Car, de même que comprendre l'argument de la diagonale de Cantor nécessite de « visualiser » un nombre qui n'appartient pas à la liste infinie des nombres de Cantor, comprendre la démonstration du théorème de Gödel nécessite également de « visualiser » une vérité (dont on est « intimement » convaincu qu'il s'agit d'une vérité) qui ne fait pas partie de la liste infinie des vérités établie par le système formel de Gödel utilisé pour sa démonstration. Cette « visualisation » nécessite de « s'extraire » du système formel utilisé par Gödel. Cette « extraction » pourrait certes être formalisée dans un ordinateur, mais pas pour tous les systèmes formels possibles. Alors qu'un mathématicien en est a priori capable, selon Penrose, dans tous les systèmes formels imaginables. Cette démonstration a suscité la controverse et la critique, à laquelle Penrose s'est attaché à répondre point par point dans Les ombres de l'esprit.
Même s'il refuse la possibilité d'une intelligence ou d'une conscience pour une machine de Turing, et donc pour un ordinateur usuel, Penrose n'exclut pas la possibilité d'une intelligence artificielle, qui serait fondée sur des processus quantiques. Car selon lui, ce sont des processus quantiques et notamment le processus de réduction du paquet d'onde (qui ne peut être modélisé par un système formel, car – entre autres – fondamentalement indéterministe) qui entrent en jeu dans le phénomène de la conscience. Pour développer ce dernier point, il développe ses vues sur le problème de la mesure quantique, et il propose des solutions biologiques permettant à des phénomènes de superposition quantique de prendre place dans le cerveau.

## Sélection de publications
- (en) Techniques of Differential Topology in Relativity, SIAM, 1972  (ISBN 0-89871-005-7) (rare)
- (avec Wolfgang Rindler) (en) Spinors and Space-Time :
  - vol. 1 : Two-Spinor Calculus and Relativistic Fields, Cambridge University Press, 1987 (réimpression)  (ISBN 0-521-33707-0) (format poche)
  - vol. 2 : Spinor and Twistor Methods in Space-Time Geometry, Cambridge University Press, 1988 (réimpression)  (ISBN 0-521-34786-6) (format poche)
- (en)The Emperor's New Mind: Concerning Computers, Minds, and The Laws of Physics, Oxford University Press, 1989  (ISBN 0-14-014534-6) (format poche) ; traduit en français sous le titre L'esprit, l'ordinateur et les lois de la physique, Paris, Dunod InterÉditions, 1998  (ISBN 2-7296-0367-0)
- (en)Shadows of the Mind. A Search for the Missing Science of Consciousness, Oxford University Press, 1994  (ISBN 0-19-853978-9) ; traduit en français sous le titre Les ombres de l'esprit. À la recherche d'une science de la conscience ; traduit de l'anglais par Christian Jeanmougin, Paris, Dunod InterÉditions, 1995  (ISBN 2-7296-0558-4)
- (avec Stephen Hawking) (en) The Nature of Space and Time, Princeton University Press, 1996  (ISBN 0-691-03791-4) (cartonné) -  (ISBN 0-691-05084-8) (format poche) ; La nature de l'espace et du temps, traduit de l'anglais par Françoise Balibar (avec une présentation par Marc Lachièze-Rey), Paris, Gallimard, 1997, et Collection Folio Essais, 2003 -  (ISBN 2-07-042927-X)
- (avec Abner Shimony (en), Nancy Cartwright et Stephen Hawking) (en) The Large, the Small, and the Human Mind, Cambridge University Press, 1997  (ISBN 0-521-56330-5) (cartonné) -  (ISBN 0-521-65538-2) (format poche), Canto edition :  (ISBN 0-521-78572-3) ; Les deux infinis et l'esprit humain, traduit de l'anglais par Roland Omnès, Paris, Flammarion, 1999, Collection Champs Sciences, 2011 -  (ISBN 978-2-0812-4616-4)
- (en) The Road to Reality: A Complete Guide to the Laws of the Universe, Jonathan Cape, London, 2004  (ISBN 0-224-04447-8) (relié) -  (ISBN 0-09-944068-7) (broché, couverture souple) ; traduit en français sous le titre À la découverte des lois de l'Univers. La prodigieuse histoire des mathématiques et de la physique, Paris, Odile Jacob, 2007  (ISBN 2-7381-1840-2)
- (en) Cycles of Time: An Extraordinary New View of the Universe, Bodley Head, 2010  (ISBN 978-0-224-08036-1) ; traduit en français sous le titre Les Cycles du temps. Une nouvelle vision de l’Univers, traduit de l'anglais /États-Unis) par Marclel Filoche, Paris, Odile Jacob, 2013  (ISBN 978-2-7381-2914-7)
- La Nouvelle Physique de l'Univers : Mode, croyance, imaginaire, Paris, Odile Jacob, 2018.  (ISBN 273-814-15-28)